# Sierra De Alcubierre
Sierra De Alcubierre este o arie protejată (arie de protecție specială avifaunistică — SPA) din Spania întinsă pe o suprafață de 42.107,89 ha, integral pe uscat.

## Localizare
Centrul sitului Sierra De Alcubierre este situat la coordonatele 41°43′48″N 0°25′36″W / 41.7299°N 0.426602°V.

## Înființare
Situl Sierra De Alcubierre a fost declarat arie de protecție specială avifaunistică în iulie 2001 pentru a proteja 71 de specii de animale.

## Biodiversitate
Situată în ecoregiunea mediteraneană, aria protejată nu include niciun habitat protejat.
La baza desemnării sitului se află mai multe specii protejate de  păsări (71): vulturul negru (Aegypius monachus), ciocârlie-de-câmp (Alauda arvensis), fâsă-de-câmp (Anthus campestris), fâsă de luncă (Anthus pratensis), lăstunul mare (Apus apus), acvilă de munte (Aquila chrysaetos), buha (Bubo bubo), pasărea ogorului (Burhinus oedicnemus), ciocârlie-cu-degete-scurte (Calandrella brachydactyla), șerpar (Circaetus gallicus), erete vânăt (Circus cyaneus), erete cenușiu (Circus pygargus), porumbel gulerat (Columba palumbus), prepeliță (Coturnix coturnix), cuc (Cuculus canorus), lăstun de casă (Delichon urbica), presură galbenă (Emberiza citrinella), presură de grădină (Emberiza hortulana), măcăleandru (Erithacus rubecula), șoim călător (Falco peregrinus), șoimul rândunelelor (Falco subbuteo), muscar negru (Ficedula hypoleuca), cinteză (Fringilla coelebs), Galerida theklae, cocor (Grus grus), vulturul pleșuv sur (Gyps fulvus), acvilă pitică (Hieraaetus pennatus), rândunică (Hirundo rustica), capîntortură (Jynx torquilla), sfrâncioc cu cap roșu (Lanius senator), ciocârlie de pădure (Lullula arborea), privighetoare (Luscinia megarhynchos), ciocârlie de bărăgan (Melanocorypha calandra), prigoare (Merops apiaster), gaia neagră (Milvus migrans), gaia roșie (Milvus milvus), mierlă de piatră (Monticola saxatilis), muscar sur (Muscicapa striata), vultur egiptean (Neophron percnopterus), pietrar mediteranean (Oenanthe hispanica), Oenanthe leucura, pietrar sur (Oenanthe oenanthe), grangur (Oriolus oriolus), dropie (Otis tarda), ciuf-pitic (Otus scops), codroș de munte (Phoenicurus ochruros), codroșul de pădure (Phoenicurus phoenicurus), pitulice de munte (Phylloscopus bonelli), pitulice de munte (Phylloscopus collybita), pitulice-fluierătoare (Phylloscopus trochilus), Prunella collaris, brumăriță de pădure (Prunella modularis), Pterocles alchata, Pterocles orientalis, Ptyonoprogne rupestris, Pyrrhocorax pyrrhocorax, mărăcinar (Saxicola rubetra), turturică (Streptopelia turtur), silvie cu cap negru (Sylvia atricapilla), silvie roșcată (Sylvia cantillans), Sylvia conspicillata, Sylvia hortensis, silvie de tufiș (Sylvia undata), fluturașul de stâncă (Tichodroma muraria), pănțărușul (Troglodytes troglodytes), sturzul viilor (Turdus iliacus), sturz-cântător (Turdus philomelos), sturz (Turdus pilaris), mierlă gulerată (Turdus torquatus), sturzul de vâsc (Turdus viscivorus), pupăză (Upupa epops).
Pe lângă speciile protejate, pe teritoriul sitului au mai fost identificate 10 specii de plante, 38 de specii de păsări, 4 specii de amfibieni, 2 specii de mamifere, 1 specie de nevertebrate, 3 specii de reptile.